# Sophie Gustafson
Sophie Gustafson, född 27 december 1973 i  Varberg, är en svensk golfspelare.

## Karriär
Gustafson började att spela golf vid 10 års ålder och blev professionell 1992. 1994 kom hon med på Ladies European Tour där hon vann två tävlingar. 1998 blev hon medlem på den amerikanska LPGA-touren och hennes bästa placering det första året var en andra plats i Weetabix Womens British Open. 
2000 blev hennes första riktigt framgångsrika år då hon vann två tävlingar på LPGA-touren och tre tävlingar på Europatouren där hon dessutom blev utsedd till årets spelare. Det året bildade hon lag med Carin Koch då de vann Ladies World Cup Golf. 2001 vann hon en tävling på LPGA-touren och passerade under det året 1 miljon dollar i prispengar. Hon vann även en tävling på Europatouren under 2001.
Hon har deltagit i Solheim Cup 1998, 2000, 2002, 2003, 2005, 2007, 2009 och 2011. Hon har under sin karriär spelat in över 58 miljoner kronor.
Under karriären avstod hon oftast från TV-intervjuer på grund av sina svåra stamningsproblem.
2015 avslutade Gustafson sin elitkarriär som golfare. Numera är hon bland annat golfskribent och caddie för tidigare tourkollegan Beth Allen.

## Meriter

### Segrar på LPGA-touren (4)
Nedan listas Sophie Gustafsons segrar på LPGA-touren:
- 2000 (2) Chick-fil-A Charity Championship, Weetabix Womens British Open[6]
- 2001 (1) Subaru Memorial of Naples
- 2003 (1) Samsung World Championship

### Segrar på Europatouren (14)
Nedan listas Sophie Gustafsons segrar på Europatouren:
- 1996 (1) Deesse Ladies' Swiss Open
- 1998 (2) Donegal Irish Ladies' Open, Marrakech Palmeraie Open
- 2000 (3) Ladies' Italian Open, Waterford Crystal Irish Open, Weetabix Women's British Open[6]
- 2001 (1) AAMI Women's Australian Open
- 2002 (1) Birritz Ladies Classic
- 2003 (3) Ladies' Irish Open, HP Open, BT Ladies' Open
- 2006 (1) Siemens Austrian Ladies' Open
- 2007 (1) De Vere Ladies' Scottish Open
- 2010 (1) AIB Ladies' Irish Open

Not. Sophie Gustafson vann penningligan på Europatouren år 2000, 2003, 2007 och 2009.

### Övriga segrar (11)
Nedan listas Sophie Gustafsons övriga segrar inklusive lagturneringar:
- 1997 (1) Thailand Open
- 1998 (2) Praia d'El Rey European Cup (lag), Telia Ladies Finale
- 1999 (1) Praia d'El Rey European Cup (lag)
- 2000 (2) Solheim Cup (lag), Ladies World Cup Golf (lag)
- 2003 (2) Solheim Cup (lag), World Matchplay
- 2010 (1) European Ladies Golf Cup (lag, med Anna Nordqvist)
- 2011 (2) Solheim Cup (lag), Comunitat Valenciana European Ladies Golf Cup (lag, med Anna Nordqvist)